# وقتی همدیگر را دیدیم
وقتی همدیگر را دیدیم (Jab we met: جَب وی مِت) نام فیلم هندی کمدی رمانتیک به کارگردانی و نویسندگی امتیاز علی و بادرخشش شاهد کاپور، کارینا کاپور، تارون آرورا، داراسینگ، پاوان ملهوترا، محصول سال ۲۰۰۷ است.

## بازیگران و نقش‌ها
- شاهد کاپور: آدیتیا کاشیاب
- کارینا کاپور: گیت دیلون
- دارا سینگ
- پاوان مالهوترا
- سایمویا تاندون

## داستان
آدیتیاکاشیاب (شاهد کاپور) جوانی افسرده‌است که پس ازمرگ پدرش در سال گذشته مسئولیت شرکت بزرگ پدرش بردوش اوافتاده و به هیچ عنوان خوب عمل نمی‌کند. مادرآدیتیا نیزبامرددیگری ازدواج کرده‌است که باعت تحقیر آدیتیامیشود. هنگامیکه اومی فهمدنامزدش با کس دیگری ازدواج کرده‌است با ناراحتی و بدون توجه به مقصدوبدون خریدبلیط سوارقطارمیشود. اودرآنجادختر سرزنده، شاد و پرحرفی به اسم گیت
دیلون (کارینا کاپور) می‌بیند. آدیتیاقصدخودکشی داشت اما گیت ناگهان اوراصدازدوناخواسته مانعش شد.
شب آدیتیا ازقطارپیاده شد وگیت برای اینکه آدیتیاازقطارجانماند به دنبالش رفت وخودش هم ازقطارجاماند. گیت، آدیتیاراوادارکرد که او را به خانه‌اش برساند. گیت عاشق شخصی به اسم آنشومن است و قصد دارد با او فرار کند. بعد از اینکه آدیتیا گیت را به خانه‌اش می‌رساند مدتی را آنجا سپری می‌کند سپس با گیت فرار می‌کند تا گیت به دیدار آنشومن برود. قبل از اینکه گیت آنشومن را ببیند آدیتیا با او خداحافظی می‌کند و به شرکت بازمی‌گردد اما روحیه گیت بر او تأثیر گذاشته و به رئیسی سرزنده و موفق تبدیل می‌شود اما در خیالاتش همواره به یاد گیت است.
مصاحبه آدیتیا به عنوان مدیر شرکت از تلویزیون نشان داده می‌شود و خانواده گیت به سراغش می‌روند تا دخترشان را به خانه بازگردانند. آدیتیا از آن‌ها برای بازگرداندن گیت فرصتی چند روزه می‌خواهد. به جایی که آخرین بار گیت را دید می‌رود و آنشومن را پیدا می‌کند ولی آنشومن به او می‌گوید که گیت همان روز از آنجا رفته چون آنشومن به او هیچ علاقه‌ای نداشته‌است. آدیتیا بعد از جستجوی فراوان گیت را پیدا می‌کند اما این گیت دیگر آن گیت شاد و سرزنده نیست …

## برخی جوایز
توجه:اینجافقط به جوایرفیلم ازجشنواره فیلم فیر اشاره می‌شود.
- برندهٔ بهترین بازیگرزن (کاریناکاپور)
- برنده بهترین دیالوگ.

نامزد:
- بهترین فیلم
- بهترین کارگردان
- بهترین بازیگرمرد،
- بهترین داستان
- بهترین خواننده زن

## نکات جالب
این فیلم یکی از محبوب‌ترین فیلم‌های عاشقانهٔ بالیوود است و باعث شده که بازی شاهد و کارینا کاپور به سطح جدیدی برسد. طبق اخبار فیلم‌های هندی، عملکرد شاهد کاپور به عنوان آدیتیا کاشیاب، رتبه۲ بهترین عمل‌کرد بازی‌گر بالیوود در دهه است. طبق لیست بالییود هنگاما، زوج کارینا و شاهد جزو ده زوج برتردهه قراردارد.
این فیلم طبق منبع هندی فیلم نیوز، در رده دوم بهترین فیلم دههٔ بالیوود قرار دارد. فیلم اول، اوباش (کامینی) فیلم زیبای دیگری از شاهد کاپور بود. جالب اینجاست که رتبهٔ این فیلم از فیلم‌های محبوب، مطرح و مشهور بالیوود مانند سرزمین مادری (فیلم)، سه احمق و باج (فیلم ۲۰۰۱) جلوتر است. یاهوموویز ایندیا این فیلم را در ۱۰ رتبهٔ برتر رمانتیک‌ترین فیلم‌های بالیوود قرار داد.
کرینا در این فیلم یکی از بهترین بازی‌هایش را ارائه داده‌است و به خوبی نقش یک دختر 